# Marthe Gautier
Marthe Gautier (10 setembre 1925 – 30 abril 2022) va ser una pediatra i investigadora francesa, directora honorària d'investigació de l'Institut national de la santé et de la recherche médicale (INSERM), especialitzada en cardiopediatria, va tenir un paper important en el descobriment, l'any 1959, del cromosoma responsable de la trisomia 21 (o síndrome de Down), en col·laboració amb Jérôme Lejeune i Raymond Turpin.